# Nueva Lubecka
Nueva Lubecka, également typographiée Nueva Lubeca, est une localité argentine située dans le département de Tehuelches, dans la province de Chubut. Elle est également située sur la route nationale 40, à 60 km de Gobernador Costa et 337 km de Comodoro Rivadavia.
La localité est située à une altitude de 615 mètres d'altitude, sur les rives du ruisseau Genoa, un affluent du río Senguerr. Il existe un affleurement paléozoïque dans les environs.

## Toponymie
Le site doit son nom à l'estancia voisine Nueva Lübecka, nommée par Juan Platte en l'honneur de la ville natale de sa femme, Luise Sartori.

## Histoire
En 1895, Juan Platte - un immigrant allemand - a acheté les titres de propriété, provenant de la Conquête du Désert, de 16 lieues carrées dans le centre-ouest de Chubut sur le río Apeleg. Il a ensuite ajouté d'autres ligues, jusqu'à en avoir 25.
En 1935, la Dirección Nacional de Vialidad a présenté son premier système de numérotation des routes nationales. Dans ce plan, la route nationale 270 (aujourd'hui route provinciale 20) s'étendait de la route nationale 26, à la station Enrique Hermitte, jusqu'au paraje Nueva Lubecka. En 2004, une partie de la route traversant le paraje a été rebaptisée route nationale 40.
Depuis 2006, l'exploration des hydrocarbures est en cours. En 2022, le site est en cours de conservation et les éléments caractéristiques de ce qui était autrefois un établissement prospère d'élevage de bétail sont encore visibles. Son ombre et son abri sont appréciés par les voyageurs.